# Milena Wójtowicz
Milena Wójtowicz, (ur. 4 lipca 1983 w Lublinie) – polska pisarka, autorka, tłumaczka fantastyki. Absolwentka socjologii na UMCSie w Lublinie. Członkini grupy literackiej Harda Horda.
Debiutowała opowiadaniem Bardzo Czarna Dziura na łamach czasopisma internetowego Esensja. Debiutem papierowym autorki było opowiadanie Wielka wyprawa małej Żaby, które pojawiło się na łamach czasopisma „Science Fiction”. Swoją pierwszą powieść, Podatek, autorka zaczęła pisać po pierwszym roku studiów w trakcie trwania sesji egzaminacyjnej, a wydała za pośrednictwem wydawnictwa Fabryka Słów w roku 2005.

## Opowiadania
- Bardzo czarna dziura (Esensja nr 2(V)/2001)
- Pomyłka (Fahrenheit i Fantazin, 2001)
- Zeznanie (Fahrenheit i Fantazin, 2001)
- Głupi człowieku (Fahrenheit i Fantazin, 2002)
- Najwspanialsi z wspaniałych (Fahrenheit i Fantazin, 2002)
- Wielka wyprawa małej Żaby (Science Fiction nr 12, 2002)
- Piekło i inni (Science Fiction nr 17, 2002)
- (Nie)Szczęśliwy traf (Esensja nr 8 (XX)/2002)
- Kocha? Lubi?? Szanuje??? (Esensja nr 9 (XXI)/2002)
- Statystyka magii (Esensja nr nr 10 (XXI)/2002)
- Laser Aladyna (Esensja nr 7(XXIX)/2003)
- Łowy (Esensja nr 7(XXIX)/2003)
- Zasady tajemnic (Esensja nr 8(XXIX)/2003)
- Prawdziwa miłość (Science Fiction nr 30, 2003)
- Załatwiaczka (w antologii Tempus Fugit, wyd. 2006, także w zbiorze Załatwiaczka, wyd. 2007)
- Skąd odeszły bazyliszki (Fahrenheit nr 56, 2007)
- Słoń na szczęście (w zbiorze Załatwiaczka, wyd. 2007)
- Odbicia (w zbiorze Załatwiaczka, wyd. 2007)
- Ażeby żyli długo (w zbiorze Załatwiaczka, wyd. 2007)
- Serce (w zbiorze Załatwiaczka, wyd. 2007)
- Krok za krokiem (w zbiorze Załatwiaczka, wyd. 2007)
- Zapisane (w zbiorze Załatwiaczka, wyd. 2007)
- Precedens Twardowskiego (w zbiorze Załatwiaczka, wyd. 2007)
- Podwójne ubezpieczenie (w zbiorze Załatwiaczka, wyd. 2007)
- Bestie (Fahrenheit nr 69, 2010)
- Sprawiedliwość czarta (Science Fiction Fantasy i Horror 62)
- Joanna i Aniołowie (w zbiorze Jeszcze nie zginęła, Fabryka Słów 2010)
- Przeżycie (w zbiorze Science fiction po polsku, Paperback 2012)
- Post mortem (w zbiorze Rok po końcu świata, Powergraph 2013)
- Gdzie wymarły wszystkie smoki (Fahrenheit, 2013)
- Zanim mchem obrosły trolle (Fahrenheit, 2014)
- Czacha (Fahrenheit, 2017)
- Exegi monumentum (antologia Szepty, SQN 2022)[1]

## Publicystyka
- Jak nie czytałam Lema i co z tego wynikło (Fahrenheit nr 56, 2007)
- Forum, czyli my (Creatio Fantastica nr 8, 2007)

## Powieści
- Podatek (Fabryka Słów, wyd. 2005, 2 wyd. 2009)
- Wrota (Fabryka Słów, wyd. 2006, Jaguar, 2 wyd. 2018)
- Załatwiaczka (Fabryka Słów, wyd. 2007)
- Wrota 2 (Fabryka Słów, wyd. 2008)
- Post Scriptum (Jaguar, wyd. 2018)
- Vice versa (Jaguar, wyd. 2019)
- Zaplanuj sobie śmierć (Wydawnictwo W.A.B., wyd. 2021); komedia kryminalna
- Z tobą będzie inaczej (Wydawnictwo SQN, wyd. 2022)